# 亚洲萨迦
《亚洲萨迦》是英国和美国双重国籍的小说家詹姆斯·克拉维尔在1962年至1993年间创作的6部小说的合集。这6部小说都是围绕着欧洲人在亚洲的经历展开，都讨论了欧洲文明和亚洲文明相遇时对彼此的影响。
“亚洲萨迦”这个名称是在《幕府将军》出版后首次被用于这个系列。根据詹姆斯·克拉维尔的说法，因为他的家族是长期效力于英国的，并且他二战期间曾被日本俘虏，所以他要讲述“盎格鲁-撒克逊在亚洲的故事”。

## 内容
按出版日期顺序排列的作品有：
- 《鼠王》（King Rat，1962年）
- 《大班》（Tai-Pan，1966年）
- 《幕府将军》（Shōgun，1975年）
- 《贵族之家》（Noble House，1981年）
- 《旋风》（Whirlwind，1986年）
- 《外人》（Gai-Jin，1993年）

按内部年代顺序排列的作品有：
- 《幕府将军》：设定在1600年的日本封建时期，共1152页。
- 《大班》：设定在1841年的香港，共727页。
- 《外人》：设定在1862年的日本，共1126页。
- 《鼠王》：设定在1945年新加坡的日军战俘营，共400页。
- 《贵族之家》：设定在1963年的香港，共1171页。
- 《旋风》：设定在1979年的伊朗，共1147页（有部分内容被重新编写和删减，出版为598页的《逃离》）。

这六部书中的四部——《大班》、《外人》、《贵族之家》和《旋风》都是围绕着经营贸易公司的斯特鲁安家族（基于怡和洋行的事情改编）及其创始人德克·斯特鲁安（Dirk Struan）以及他的后代展开。《外人》为《幕府将军》和斯特鲁安家族故事线之间提供了重要的联系。
在《亚洲萨迦》的小说中，部分角色在多部小说中出现，许多来自一部小说的角色也在后续的作品中被提及。例如，《鼠王》中的两个角色（罗宾·格雷和彼得·马洛）在《贵族之家》中再次出现，罗伯特·阿姆斯特朗既是《贵族之家》又是《旋风》中的重要角色。詹姆斯·克拉维尔在整个《亚洲萨迦》系列中点缀了许多这样的家族谱系线索。
在出版《旋风》后，詹姆斯·克拉维尔围绕着书中的两个角色写了这部小说的缩减版本，名为《逃离：<旋风>中的爱情故事》（Escape: The Love Story from Whirlwind），这本书通常不被认为是《亚洲萨迦》系列的一部分，尽管如此，一些评论家表示它有助于丰富原始小说的几个方面。
1980年，詹姆斯·克拉维尔表示，除了《贵族之家》之外，《亚洲萨迦》中他还打算写设定在1970年代日本的《日本》（Nippon）和设定在现代和未来中国的《中国》（China），但是1994年克拉维尔去世，该计划未完成。

## 被改编为影视
截至2024年，已有《亚洲萨迦》的4部作品被改编成电影或电视剧：
- 《鼠王》，1965年上映，是由乔治·西格尔（George Segal）主演的电影，获得两项奥斯卡奖提名，分别是艺术指导和黑白摄影奖。
- 《幕府将军》，1980年上映，由NBC电视台改编成迷你剧，由理查德·张伯伦（Richard Chamberlain）、三船敏郎（Toshiro Mifune）和岛田洋子（Yoko Shimada）主演；该制作是历史上收视率最高的同类节目之一[2][3][4]。
- 《大班》，1986年上映，是由布赖恩·布朗（Bryan Brown）和陈冲（Joan Chen）主演的电影，获得了巨大的批评和票房失败。
- 《贵族之家》，1988年上映，是由皮尔斯·布鲁斯南主演的电视迷你剧，取得了良好的收视率。它将小说的时代从1960年代更新到1980年代，并在小说的关键点上做了许多自由改动，例如伊恩·邓罗斯成为了一个单身汉，与凯西·乔洛克（Casey Tcholok）谈了一段恋爱。
- 《幕府将军》，2024年2月上映，是由FX频道在其Hulu平台上推出的一部10集的迷你剧[5]。

## 備註
1. ↑  萨迦是北欧地区的一种文学形式。